# Notiothops campana
Notiothops campana is een spinnensoort uit de familie Palpimanidae. De soort komt voor in Chili.